# Jolyon Brettingham Smith

Jolyon Brettingham Smith (* 9. September 1949 in Southampton, England; † 17. Mai 2008 in Berlin) war ein britischer Komponist, Dirigent, Darsteller, Autor, Rundfunk-Moderator und Hochschullehrer an der Universität der Künste in Berlin.

## Leben und Werk
Nach seinem Schulabschluss 1966 war er zunächst als Klassenlehrer in einem Londoner Internat für schwererziehbare Kinder tätig.
Danach studierte er Philosophie in Cambridge sowie Musikwissenschaft und Komposition in Heidelberg und Berlin; unter anderen war er Schüler von Isang Yun.
Von 1970 bis 1980 spielte er in der Gruppe Neue Musik Berlin und des Improvisationsensembles NO_SET als Bratschist. Ab 1973 war er bis 1978 künstlerischer Assistent an der FU Berlin. In der Saison 1975 hatte er ein Engagement als Gastdirigent der Bielefelder Oper. Seit 1976 lehrte Brettingham Smith als ordentlicher Professor an der Universität der Künste (UdK) in Berlin.
Ab 1978 arbeitete er als Autor und Moderator für diverse Rundfunkanstalten im In- und Ausland; bekannt wurde Brettingham Smith durch die langjährige Moderation von Sendungen wie „Klassikforum“ (WDR3), „Klassik zum Frühstück“ (SFB und später RBB, ab 1979) oder das „Musikalische Quartett“ beim SWR. Seine Moderationen waren von profunder Fachkenntnis in historischer und technischer Hinsicht geprägt. Dabei kamen ihm in besonderem Maße seine Tätigkeiten als Hochschullehrer, Komponist und Interpret (Bratschist) zugute. Er erfreute sich bei seinen Hörern großer Beliebtheit auch wegen seiner humorvollen und zuweilen selbstironischen Moderationen.
Brettingham Smith lebte mit seiner Frau und sechs Kindern in Berlin-Spandau. Zu seinen kompositorischen Hauptwerken, die in verschiedenen Ländern aufgeführt und mit renommierten Preisen ausgezeichnet wurden, gehören vier Opern, zahlreiche Musiktheater- und Orchesterwerke, sowie Kammermusik, Vokalmusik, Filmmusik und Hörspiele. Er war ein bekennender Frühaufsteher, sein Tag begann bereits um 3 Uhr morgens, bis 7 Uhr war dies für ihn die beste Zeit zum Komponieren.
Jolyon Brettingham Smith starb unmittelbar nach der Abmoderation seiner Sendung Jolyon Live – The English Connection beim Rundfunk Berlin Brandenburg (RBB) in Berlin.